# Ауерштедт
Ауерштедт  (нім. Auerstedt) – колишній муніципалітет району Ваймарер-Ланд, Тюрингія, Німеччина. З 31 грудня 2012 року є частиною міста Бад-Зульца. Розташоване за 40 км на північний схід від Веймару. 14 жовтня 1806 року, поблизу міста відбулася битва під Єною та Ауерштедтом, яка завершилася рішучою перемогою Наполеона І. У результаті лідера французької армії, Луї Ніколя Даву, було нагороджено почесним титулом "герцог Ауерштедту" 